# Nederlanders in het Georgische voetbal
Nederlanders in het Georgische voetbal geeft een overzicht van Nederlanders die een contract hebben (gehad) bij Georgische voetbalclubs uit de hoogste drie divisies. De lijsten zijn mogelijk niet compleet.

## Voetballers
| Naam            | Club             | Van  | Tot  | Opmerkingen                   |
| --------------- | ---------------- | ---- | ---- | ----------------------------- |
| Jens Janse      | Dinamo Tbilisi   | 2014 | 2014 | speelde 3 wedstrijden         |
| Jürgen Colin    | Torpedo Koetaisi | 2016 | 2016 | speelde 4 wedstrijden         |
| Vincent Weijl   | FC Samtredia     | 2018 | 2018 | speelde 10 wedstrijden        |
| Alvin Fortes    | Dila Gori        | 2018 | 2019 |                               |
| Julius Bliek    | FC Saboertalo    | 2020 | 2020 | speelde geen enkele wedstrijd |
| Rodney Klooster | Dinamo Tbilisi   | 2020 | 2020 | speelde 3 wedstrijden         |
| Jeroen Lumu     | FC Saboertalo    | 2020 | 2020 | speelde 7 wedstrijden         |

## Hoofdtrainers
| Naam          | Club               | Van  | Tot  | Opmerkingen |
| ------------- | ------------------ | ---- | ---- | ----------- |
| Johan Boskamp | Dinamo Tbilisi     | 1999 | 1999 |             |
| John van Loen | Lokomotivi Tbilisi | 2022 | 2022 |             |

Voetbalbonden ·
Albanië ·
Angola ·
Armenië ·
Australië ·
Azerbeidzjan ·
Bahrein ·
België ·
Bhutan ·
Bulgarije ·
Canada ·
China ·
Congo-Kinshasa · 
Cyprus ·
Denemarken ·
Duitsland ·
Egypte ·
Engeland ·
Estland ·
Ethiopië ·
Faeröer ·
Filipijnen ·
Finland ·
Frankrijk ·
Georgië ·
Ghana ·
Griekenland ·
Hongarije ·
Hongkong ·
Ierland ·
IJsland ·
Indonesië ·
Iran ·
Israël ·
Italië ·
Japan ·
Kazachstan ·
Koeweit ·
Litouwen ·
 Luxemburg ·
Maleisië ·
Malta ·
Marokko ·
Mexico ·
Namibië ·
Nieuw-Zeeland ·
Noorwegen ·
Oekraïne ·
Oezbekistan ·
Oostenrijk ·
Polen ·
Portugal ·
Qatar ·
Roemenië ·
Rusland ·
Rwanda ·
Saoedi-Arabië ·
Schotland ·
Singapore ·
Slovenië ·
Slowakije ·
Spanje ·
Tanzania ·
Turkije ·
Tuvalu ·
VAE ·
Venezuela ·
Verenigde Staten ·
Vietnam ·
Zimbabwe ·
Zuid-Afrika ·
Zuid-Korea ·
Zweden ·
Zwitserland